# Edith Whartonová
Edith Whartonová, rozená Edith Newbold Jonesová (24. ledna 1862, New York, USA – 11. srpna 1937, Saint-Brice-sous-Forêt, Francie) byla americká spisovatelka, vrcholná představitelku realismu a psychologické prózy. Ve Spojených státech je kritikou i čtenáři považována za jednu z nejlepších autorek románů a povídek. Ve svých prózách kriticky vykreslovala newyorské vyšší třídy, ale také novoanglickou a evropskou společnost. Na své postavy, silně ovlivňované prostředím a marně vzdorující restriktivním společenským konvencím, nahlížela často ironicky a satiricky, ale také se soucitem k lidskému utrpení.
Pocházela z rodiny zámožné americké aristokracie a vyrůstala v prostředí konzervativních, konvencemi svázaných newyorských vyšších vrstev pozlaceného věku. Později často cestovala, zejména po Evropě, a své jmění užívala pro výstavbu nákladných domů a zahrad ve Spojených státech a ve Francii. Kromě literatury byla sečtělá ve vědách, náboženství, filosofii, umění, architektuře a zahradnictví.
Je autorkou 25 románů, 86 povídek, 3 básnických sbírek, knihy o interiérovém designu, souboru úvah o literatuře, četných cestopisných textů, autobiografie a mnoha článků, esejí a recenzí. Za svůj román Věk nevinnosti (1920) obdržela jako první žena v historii Pulitzerovu cenu (1921).
Od svých předchůdkyň na americkém literárním poli, například Harriet Beecher Stoweové, Louisy May Alcottové nebo Sary Orne Jewettové zdědila tradici domácké, často sentimentální literatury, a přestože se k těmto osobnostem hlásila, odmítala romantické zabarvování skutečnosti. Důrazem na morální otázky se přibližovala spíše Nathanielu Hawthornovi. Přestože psala srozumitelným stylem a odmítala literární experimenty, podílela se svými psychologickými prózami, zkoumajícími nitro postav, na rozvoji modernismu. Ze svých současníků bývá srovnávána se svým přítelem Henrym Jamesem, zejména v jeho raném období. Stejně jako on přikládala důraz detailům a morálním otázkám. Lišila se však od něj zvýšenou pozorností věnovanou oděvům, vybavení domácnosti a odstínům společenského postavení.

## Život

### Mládí a sňatek (1862–1885)
Edith Whartonová se narodila jako Edith Newbold Jonesová 24. ledna 1862 v domě svých rodičů v New Yorku na 23rd Street (dvacátá třetí ulice). Přišla na svět jako třetí dítě, po dvou starších bratrech. Její rodiče, Georg Frederic Jones a jeho manželka Lucretia, rozená Rhinelanderová, patřili k newyorské smetánce a vlastnili rozsáhlé nemovité majetky na Manhattanu. Po matce pocházela Jonesová z prominentních anglo-holandských rodin. Silnější vztah měla však ke svému otci, který se stal modelem pro mnoho jejích literárních postav – kulturně založených mužů, avšak bez větších ambicí nebo touhy zlepšovat svět kolem sebe.

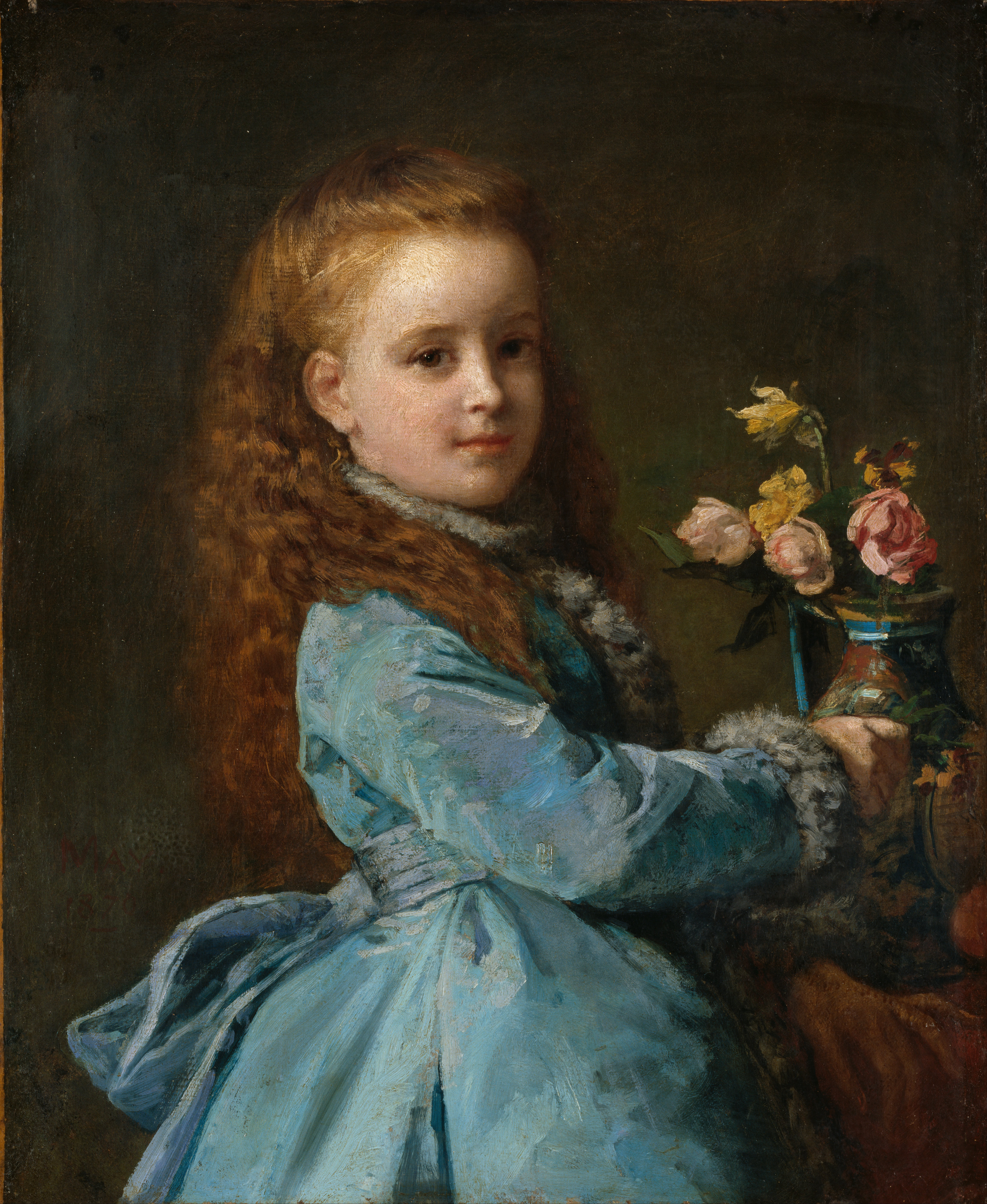
Edith Jonesová jako osmiletá dívka (1870)

V době, kdy jí byly čtyři roky, její rodiče v reakci na hospodářskou krizi po skončení americké občanské války opustili Spojené státy a šest let cestovali, převážně po Evropě. Společně se svou dcerou strávili dlouhou dobu ve Španělsku, Itálii, Francii a Německu. Po návratu, v 70. a 80. letech 19. století, se Jonesová pustila do studia literatury prostřednictvím knih v dobře zásobené knihovně svého otce. Četla historická a filosofická pojednání, poezii, překlady klasických textů, náboženskou historii i středověkou literaturu. New York v té době procházel zásadními změnami, když se z přístavního města obklopeného zemědělskou krajinou proměňoval ve finanční a průmyslovou metropoli a stará newyorská elita vstupovala do konfliktu s nově zbohatlými podnikateli amerického Západu a Středozápadu. Tyto tenze a transformace později Whartonová zachytila ve svých dílech.
Když jí bylo čtrnáct let, pokusila se o napsání románu. Práci na textu nazvaném Rychle a uvolněně (Fast and Loose) však po zdrcující kritice své matky opustila. Rukopis, podepsaný mužským pseudonymem David Olivieri, byl nakonec vydán až po autorčině smrti. Edith Jonesová se v té době také spřátelila s Edwardem Abielem Washburnem, bratrancem slavného spisovatele Emersona, a jeho klasicky vzdělanou dcerou, Emelyn Washburnovou. Prostřednictvím Washburnové se Jonesová seznámila s Goethovým dílem, staroislandskými ságami nebo Dantovou Božskou komedií. Washburn podporoval Jonesovou v jejích literárních ambicích a doporučil ji začít překlady. Prvním dílem, které v patnácti letech do angličtiny přeložila, byla báseň Heinricha Karla Brugsche „Was die Steine erzählen“ (Co kameny vyprávějí). Protože Edithini rodiče nesouhlasili s tím, aby se její jméno objevilo v tisku, vyšla báseň v časopise pod iniciálami Emelyn Washburnové. V šestnácti letech nicméně vydala Jonesová svou první knihu, básnickou sbírku Verše (1878), kterou její rodiče nechali soukromě vytisknout v Newportu. Verše pak pod pseudonymem „Eadgyth“ nebo anonymně publikovala i v následujících letech.
V roce 1882 zemřel George Frederic Wharton na mrtvici. V témže roce se Edith Jonesová zasnoubila s Harrym Leydenem Stevensem, avšak se svatby sešlo, podle dobových spekulací údajně vinou Edithiných literárních ambicí. Později ztroskotal také vztah s dalším mladým mužem: právník Walter Van Rensselaer Berr, Edithin vzdálený příbuzný a budoucí dobrý přítel a důvěrník, ji nepožádal o ruku, ač se to očekávalo. Edith Jonesová se konečně vdala 29. dubna 1885 za Edwarda „Teddyho“ Whartona, o třináct let staršího než ona sama, čímž získala příjmení, pod kterým se později proslavila. Po nevelké a tiché svatbě v chrámu Trinity Church odjela s manželem do Newportu. Manželství však nebylo šťastné a až do rozvodu zůstalo bezdětné, a to vinou rozpačitého přístupu k sexualitě a obav z možné dědičné mentální choroby – Whartonův otec dlouhodobě pobýval v McLean Hospital v Massachusetts s bipolární afektivní poruchou. Nakonec roku 1891, v osmdesáti letech, ukončil svůj život sebevraždou.

### Počátky tvorby (1885–1904)

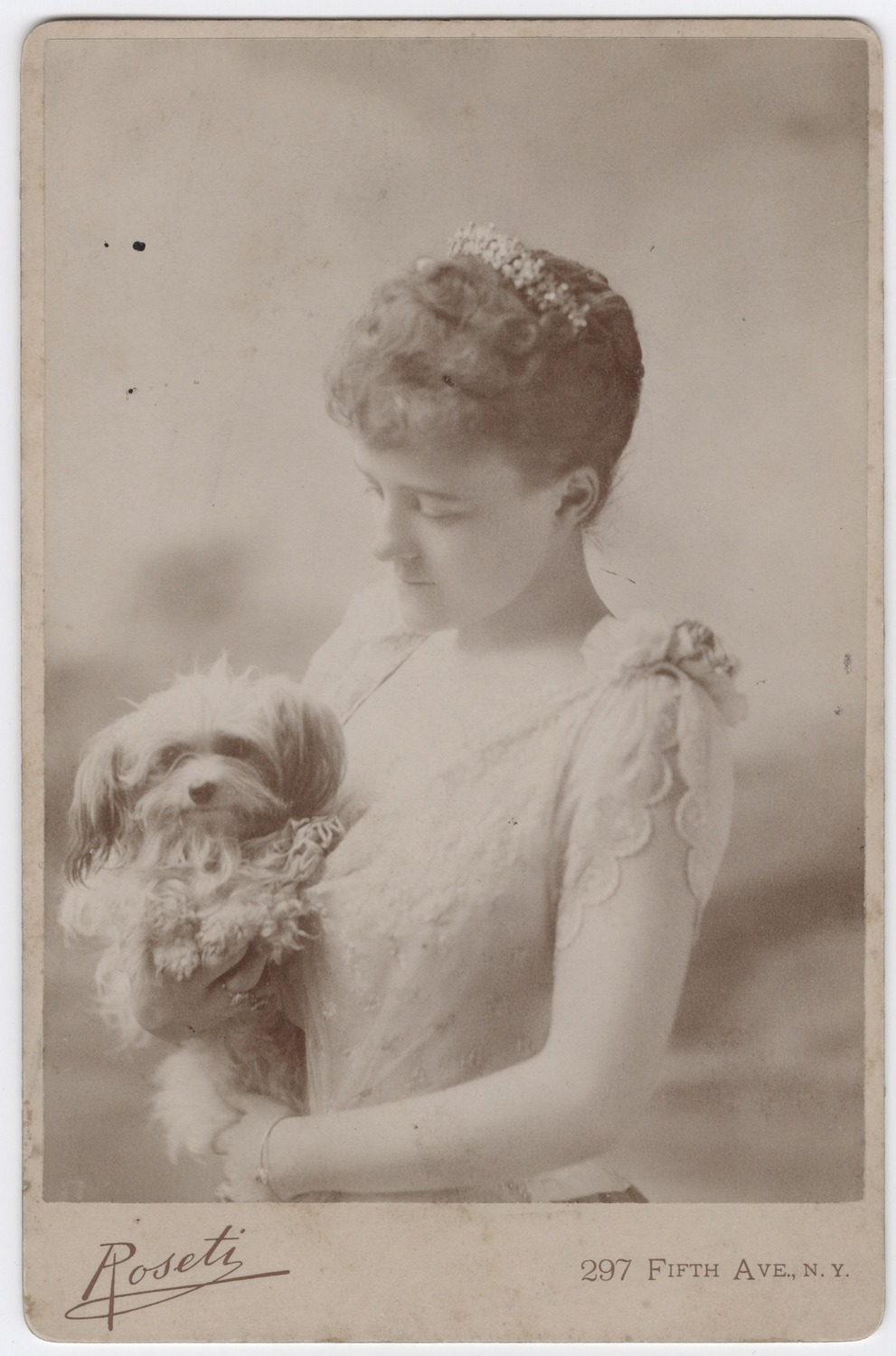
Edith Whartonová jako mladá žena (asi 1889)

Se svým manželem zajížděla Whartonová v zimních měsících pravidelně do Itálie a dalších evropských zemí. Z roku 1888 se dochoval posmrtně vydaný cestovní deník, Plavba jachty Vanadis (The Cruise of the Vanadis). Během tohoto putování po Egejském moři se tehdy šestadvacetiletá Edith Whartonová dozvěděla, že se stala dědičkou značného jmění po druhém bratranci svého otce, což jí zajistilo finanční nezávislost. Pozvolna se začala vracet k literární tvorbě. Prvním doloženým dílem, které bylo vydáno pod jejím vlastním jménem byla báseň „Poslední Giustiniani“ („The Last Giustiniani“), publikovaná v časopise Scribner's Magazine v roce 1889. O rok později následovala povídka „Výhled paní Mansteyové“ („Mrs. Manstey’s View“) a později další texty. Napsala také novelu Sestry Bunnerovy (Bunner Sisters), avšak nakladatelství Scribner's ji dvakrát odmítlo, a tak zůstala nevydána až do roku 1916.

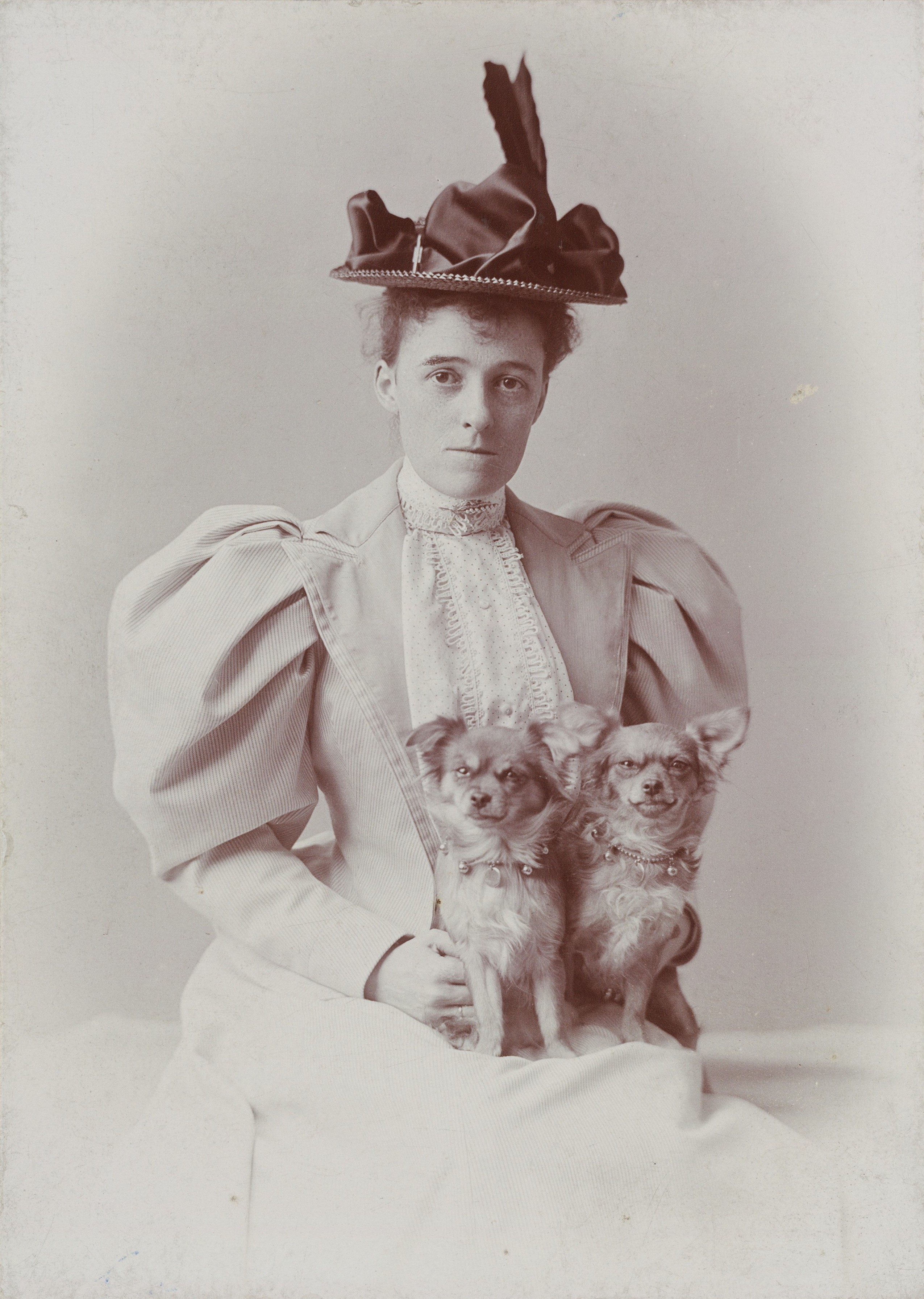
Edith Whartonová (asi 1889 nebo 1890)

V 90. letech 19. století pokračovala Edith Whartonová v občasném cestování po Itálii. Současně pod vedením sběratele a znalce umění Egertona Winthropa studovala francouzskou literaturu a dobové moderní vědecké poznatky, zejména spisy Charlese Darwina, Alfreda Russela Wallace a Thomase Henryho Huxleyho, ale také dějiny architektury, návrhářství a interiérového designu. Nabyté poznatky uplatnila při přestavbě nově zakoupeného newportského domu, Land’s End, a přetváření jeho pozemků. Rekonstrukce a designování budov a zahrad zůstalo její celoživotní zálibou. Později, v roce 1901, si v městečku Lenox zakoupila a upravila sídlo nazývané The Mount a ve 20. a 30 letech přetvořila dva své venkovské příbytky ve Francii. V roce 1897 vydala Edith Whartonová společně s architektem Ogdenem Codmanem knihu Interiéry domů (The Decoration of Houses), v níž kritizovala dobové výstřelky amerického pozlaceného věku a přimlouvala se za evropskou uměřenost.
Svou první sbírku povídek, Silnější náklonnost (The Greater Inclination) vydala Edith Whartonová v nakladatelství Scribner's v roce 1899. V následujícím roce se objevila její novela Prubířský kámen (The Touchstone), nejprve v seriálové podobě časopisecky, krátce nato také knižně. Publikace dosáhla jistého úspěchu. V témže roce, tedy roku 1900, Whartonovi rovněž navštívili Světovou výstavu v Paříži. Zároveň ale pokračovaly rodinné těžkosti. Roku 1901 zemřela Lucretia Jonesová a ve své poslední vůli omezila dědictví pro své mladší dvě děti ve prospěch staršího bratra, Frederica Jonese. Důvod pro toto rozhodnutí byla skutečnost, že oba mladší sourozenci podporovali Fredericovu manželku Minnie, když se rozhodla pro rozvod. Edith Whartonová a Henry Jones však poslední vůli právně napadli a soud jim dal zapravdu. Mezi léty 1899 a 1902 Edith Whartonová taktéž pracovala na přinejmenším čtyřech divadelních hrách, například dramatech Visuté lano (Tight-rope) nebo Duchaplný muž (Man of genius). Druhá sbírka povídek, Kritické situace (Crucial Instances, 1901) byla dobovými kritiky hodnocena jako slabší než první povídková kniha. Roku 1902 pak vyšel román Údolí rozhodnutí (The Valley of Decision), zasazený do prostředí italských městských států 18. století a srovnávaný se Stendhalovou Kartouzou parmskou. Další návštěvu severní Itálie, mimo jiné Walliských Alp, Milána a Toskánska, přetavila Whartonová do dvou dalších nefikčních knih, studie Italské vily a zahrady (Italian Villas and Their Gardens), vydané roku 1904, a cestovatelské publikace Italská pozadí (Italian Backgrounds) z roku 1905.

### První úspěchy (1904–1914)

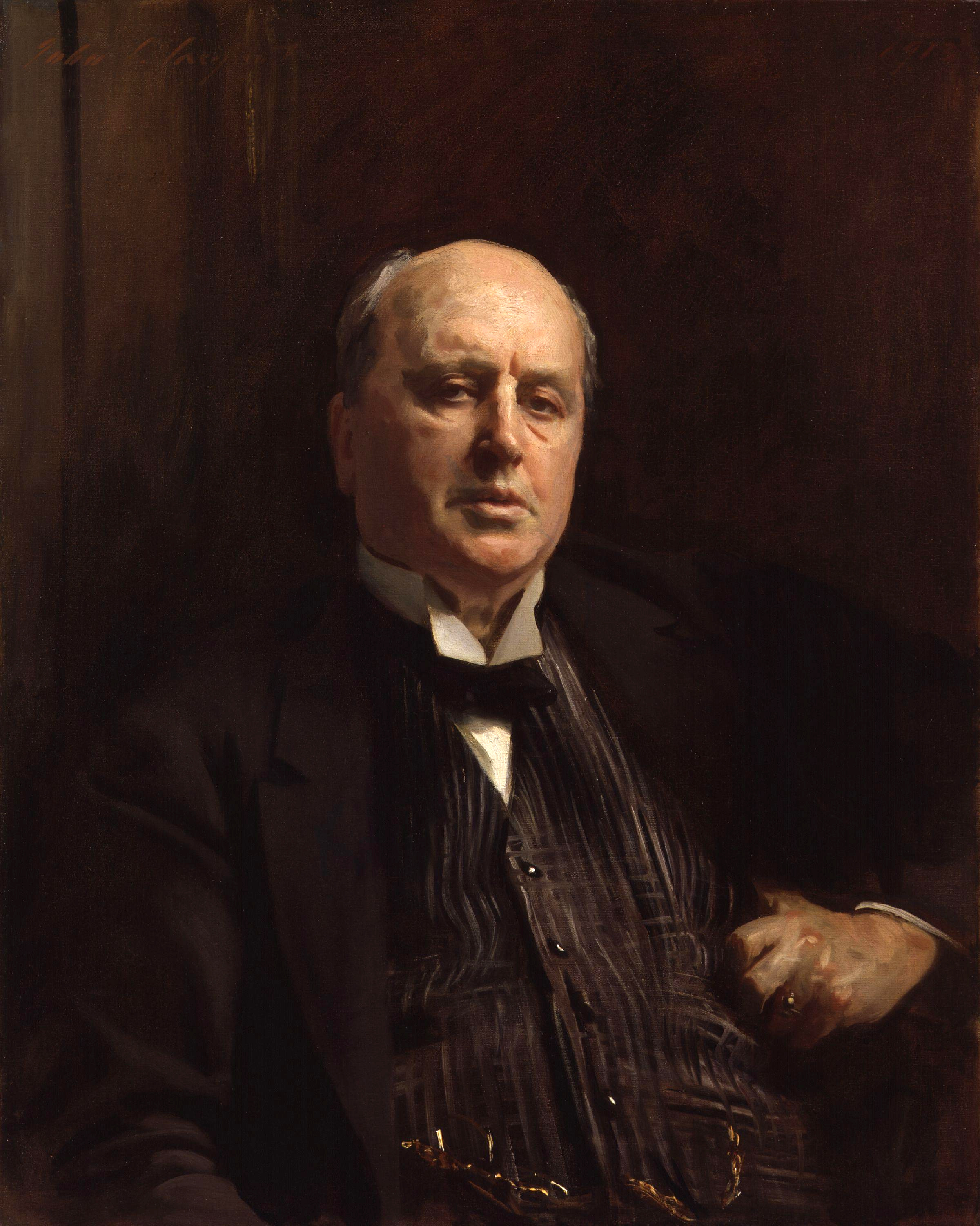
Henry James (1913)

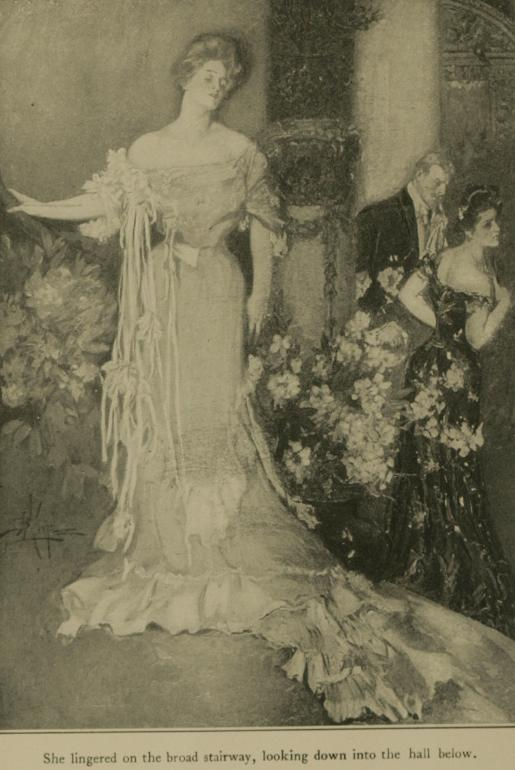
Ilustrace v románu Dům radovánek

V prvních letech nového století začalo přátelství Edith Whartonové a Henryho Jamese, o téměř dvacet let staršího autora psychologické prózy. Jejich literární a osobní blízkost pak trvala až do spisovatelovy smrti v roce 1916. Jednalo se o velmi svérázný, srdečný vztah – mezi přezdívky, kterými James svou přítelkyni častoval, patří „princezna Lointaine“, „vířivá princezna“, „veliké a slavné kyvadlo“, „gyrátor“, „Ohnivý pták“, „ta Zářící“, „anděl zkázy a zpustošení“ a „proslulý drancíř“.

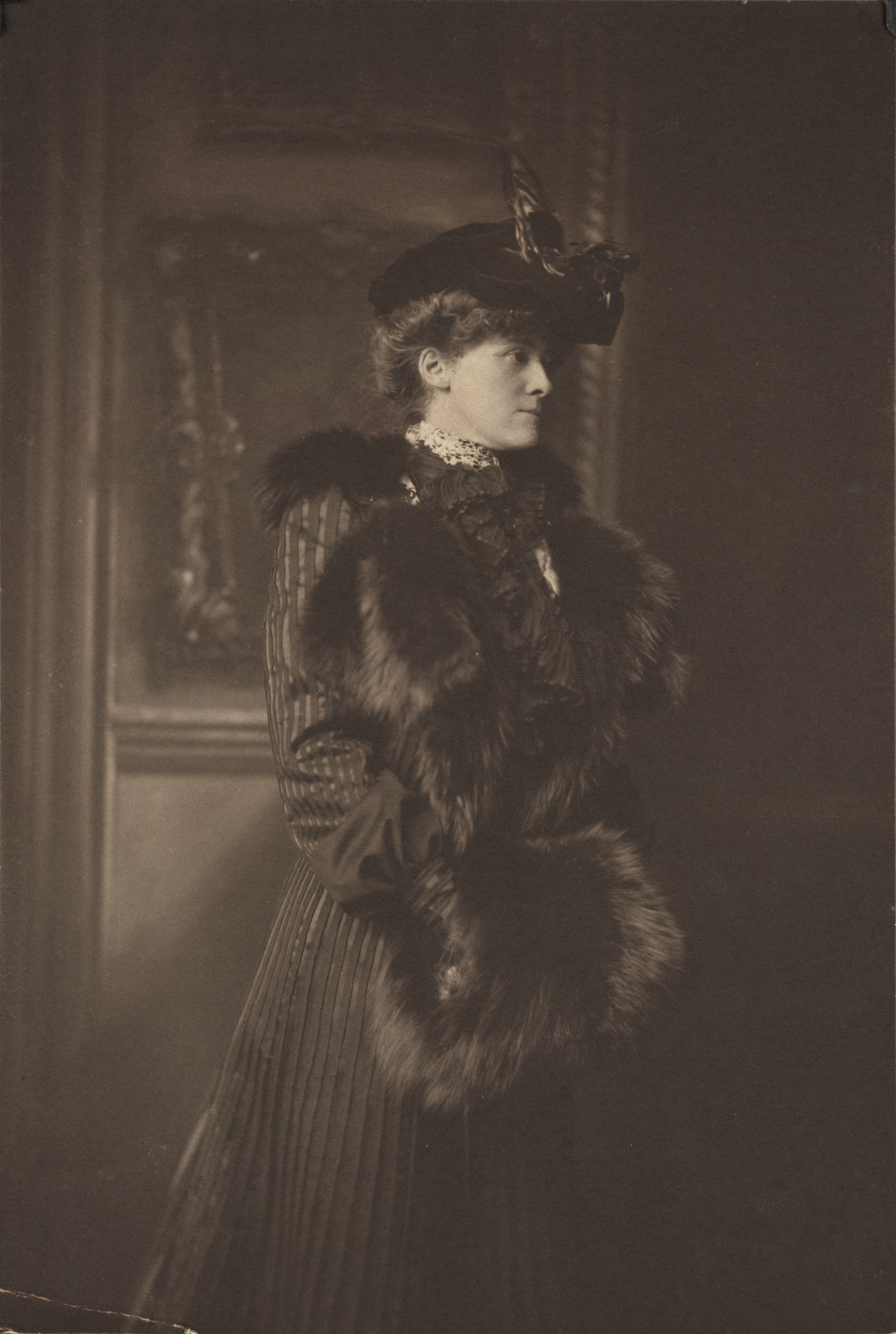
Edith Whartonová (1907)

Právě James ponoukl Whartonovou, aby se hlouběji zabývala společností svého rodného města. Výsledkem bylo vydání její první výrazně úspěšné prózy, románu Dům radovánek (The House of Mirth) v roce 1905. Tragický příběh Lily Bartové, mladé ženy, která v prostředí newyorské smetánky zápasí s finančními obtížemi a ztrátou dobrého jména, je kritikou konvenční a rigidní společnosti. V prvních dvou týdnech po vydání se prodalo 80 000 výtisků a kniha byla okamžitě adaptována pro divadlo. Následující román, Ovoce stromu (The Fruit of the Tree, 1907), sociálně kritické zpracování třídního pnutí v novoanglickém průmyslovém městečku, však znamenal výrazně menší kritický a finanční úspěch. Whartonová svými texty o dobové společnosti navázala na tradici společensky realistických spisovatelů 19. století, jakými byli Honoré de Balzac nebo George Eliot.
V dílech tohoto období se Whartonová často obrací k otázce žen a jejich finančního zabezpečení a nezávislosti, jakož i k tématu vztahu osob z různého kulturního zázemí. Populární novela Madame de Treymes (1907) se například zaobírá rozpadajícím se, nešťastným manželstvím americké ženy a francouzského muže. V roce 1907 také začal tříletý milostný vztah mezi Edith Whartonovou a americkým novinářem Williamem Mortonem Fullertonem, toho času pařížským dopisovatelem novin The Times. Roku 1908 vydala Whartonová cestopisné vyprávění Motorová pouť napříč Francií (A Motor-Flight Through France), založené na předchozích automobilových cestách s manželem a Henrym Jamesem. Manželství Whartonových ovšem bylo již na pokraji rozpadu, vzhledem k tomu, že u Edwarda Whartona se zhoršovala zděděná bipolární afektivní porucha. V roce 1911 se Whartonová od manžela odloučila a prodala jedno ze svých amerických sídel, The Mount.
V roce 1910 vydala sbírku duchařských povídek Příběhy o duších a lidech (Tales of Ghosts and Men), o rok později pak jedno ze svých nejslavnějších děl, ponurou novelu Ethan Frome. Příběh mladé Mattie Silverové a nešťastně vdaného Ethana Fromea bývá někdy interpretován prizmatem puritanismu, jako zobrazení trestu pro ty, kdo se dopustili nevěry. Útěchu z nefunkčních vztahů se snažila Whartonová nalézt v cestování po Itálii, Švýcarsku a Anglii. Po vydání románu Útes (The Reef, 1912), podle kritiků stylově nejpodobnějšího dílům Henryho Jamese, nicméně přerušila vztah s nevěrným Fullertonem a zároveň se rozhodla ukončit dvacet osm let trvající manželství rozvodem.
Poté, co se v roce 1913 její manželství skončilo, obnovila Edith Whartonová, tehdy jednapadesátiletá, přátelství s Walterem Van Rensselarem Berrym a začala vyhledávat intelektuální známosti z nejrůznějších oborů – politiky, umění, návrhářství, Před válkou ještě vydala román Místní zvyk (The Custom of the Country), cynicky a ironicky popisující snahu dívky ze Středozápadu o vzestup v newyorské společnosti a kritizující upjatě konvenční chování, se kterým se ve velkoměstské společnosti setkává.

### První světová válka (1914–1918)
Po vypuknutí první světové války se Edith Whartonová přesunula do Paříže, kde pomáhala s organizací humanitární pomoci – s ubytováním a podporou žen a dětí uprchlých z válečných oblastí. Zároveň ponoukala veřejnost k veřejné podpoře dobročinnosti pro válkou zasažené obyvatele Francie a Belgie a sbírala prostředky od svých majetných amerických přátel. Byla pobouřena americkou izolacionistickou politikou a nezasahováním do válečných událostí, avšak nevzdala se proto amerického občanství, jako to udělal Henry James.
Neustala však mezitím ani v literární činnosti: v knize Francie bojující (Fighting France, 1915) popsala zážitky při pomoci na západní frontě a kniha se ve Spojených státech stala bestsellerem. Editovala také sbírku Kniha bezdomovců (Book of the Homeless, 1916), obsahující příběhy, eseje a básně ilustrované tvůrci různých národností – přispěli mimo jiné Henry James, Paul Bourget, William Dean Howells, Thomas Hardy, Joseph Conrad nebo tehdy již bývalý americký prezident Theodore Roosevelt. Kniha se však prodávala špatně. Dalšími dvěma válečnými romány byla Marna (1918) a Syn na frontě (A Son at the Front, 1923). Kritika však tato díla přijala spíše vlažně, protože panovalo přesvědčení, že ženy nemohou o válce psát dostatečně závažným způsobem, když nesloužily přímo na bitevním poli.
Whartonová ale psala i fikci bez přímého vztahu k válce. V roce 1916 vydala povídkovou sbírku Xingu a jiné příběhy (Xingu and Other Stories), do níž zařadila mimo jiné svou ranou novelu Sestry Bunnerovy. V roce 1917 pak vydala slavný román Léto, zasazený do venkovského západního Massachusetts a často stavěný do protikladu k „zimní“ próze Ethan Frome. Sama Whartonová vnímala obě prózy jako natolik spojené, že jednou pro Léto použila označení „Horký Ethan“. Oba příběhy jsou zasazeny do sice krásného, ale zaostalého a drsného prostředí tradiční americké vesnice v západním Massachusetts.

### Poválečná tvorba (1918–1929)

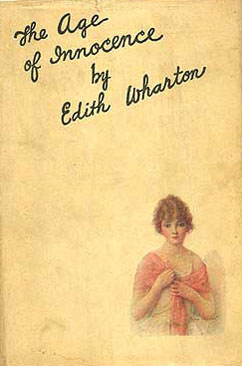
Věk nevinnosti, přebal prvního amerického vydání

Po skončení války se vyčerpaná Whartonová odebrala z Paříže na venkov; v té době měla za sebou již dva infarkty způsobené stresem a vracející se zápal plic jako důsledek pobývání v nevytápěných prostorách v zimě. Zakoupila si usedlost na sever od Paříže, v Saint-Brice-sous-Forêt a dál se věnovala literární tvorbě. Zároveň si na zimu pronajímala „zámeček“ Sainte Claire du Viex (Castel Saint-Claire), poblíž Hyères v Provence a střídavě pobývala na obou svých francouzských sídlech. Později, v roce 1927, Castel Saint-Claire zakoupila za 1 250 000 franků
Na základě četby Gidova románu Imoralista, autorem jí zaslaného, se v ní probudila nostalgie. Nepsala o poválečné situaci, místo toho se obrátila do minulosti a pokoušela se zachytit zašlou epochu americké historie a srovnala staré mravy s těmi tehdejšími. Z této doby pocházejí některá její nejslavnější díla, zejména Věk nevinnosti (The Age of Innocence, 1920), za který v následujícím roce získala Pulitzerovu cenu. V neveřejném hlasování porazil tento román Hlavní třídu Sinclaira Lewise. Lewis byl přitom v daném roce považován za favorita a cenu mu původně měla být udělena, avšak komise se údajně rozhodla jej pominout, aby se nedotkli čtenářů ze Středozápadu, už tak pobouřených Lewisovou satirou maloměstského života. Když se Whartonová o této situaci dozvěděla, napsala Lewisovi dopis, čímž začalo jejich přátelství. Lewis o rok později Edith Whartonové dedikoval svůj slavný román Babbitt (1922).
Věk nevinnosti zrcadlí starší novelu Madame de Treymes a staví proti sobě americké a evropské mravy. Hlavní hrdina, mladík z newyorské vyšší společnosti jménem Newland Archer, se pohybuje mezi dvěma ženami: May Wellandovou, která pochází ze stejné společenské třídy jako on a která se má stát jeho manželkou, a Ellen Mingottovou, nešťastně vdanou za polského hraběte. Značná popularita díla vedla k tomu, že bylo ještě za autorčina života několikrát adaptováno: v roce 1928 pro divadlo a v letech 1924 a 1934 do filmové podoby. V roce 1920 vyšla Whartonové ještě cestopisná kniha V Maroku (In Morocco), v níž zachytila svůj měsíc trvající pobyt v této zemi. Román Těkavý měsíční svit (Glimpses of the Moon, 1922) se svým úspěchem vyrovnal Domu radovánek, v prvních měsících se prodalo přes 100 000 výtisků. Následovala kniha Starý New York (Old New York, 1924), obsahující čtyři novely, včetně „Staré panny“, ponurého příběhu o nemanželském těhotenství, zasazeného do 50. let 19. století. Ve dvacátých a třicátých letech, téměř až do smrti, pak byla Edith Whartonová literární činnější než kdykoliv dřív a na autorských honorářích a filmových právech zpočátku vydělávala značné částky.
Kromě toho se stala inspirátorkou mnoha mladších spisovatelů, s nimiž v době svého pobytu ve Francii udržovala přátelství. K jejím dobrým známým patřili romanopisec Aldous Huxley, kritik Cyril Connolly nebo francouzský spisovatel André Gide. Seznámila se také s básníkem Jeanem Cocteauem. Ve svém životopise o něm napsala, že „pro něj každý skvělý verš byl východem slunce a každý západ slunce pro něj byl základnou Nebeského města“.
Do Spojených států se až do smrti vrátila už jen jednou, v roce 1923, když obdržela čestný doktorát na Yaleově univerzitě. V roce 1925 se stala první ženou, která získala zlatou medaili Amerického národního institutu umění a literatury, o rok později byla dokonce zvolena členkou této organizace. V roce 1929 byla přijata do Americké akademie umění a literatury a roce 1930 do Americké akademie umění a věd. V letech 1927, 1928 a 1930 byla nominována na Nobelovu cenu za literaturu coby „nejpřednější žijící americký tvůrce umělecké literatury“. Podle Kennetha Clarka však nakonec odmítla švédská komise Whartonové cenu udělit, protože román Místní zvyk (1913) považovala za „příliš cynický“.

### Závěr života (1929–1937)
Již k pozdním dílům Edith Whartonové patří román Matčino pokání (The Mothers Recompense, 1925), zkoumající daň, kterou si žádá mateřství; vrací se tak k tématu nastíněnému již Útesem a Synem na frontě. V témže roce publikovala Whartonová sbírku esejí zamýšlejících se nad technikami literární tvorby, O psaní beletrie (Writing Fiction). Texty v této knize se zabývají dějinami psaní románu, zejména anglického. Výlučné postavení mají přitom autoři, kteří Whartonovou v její tvorbě ovlivnili: Honoré de Balzac, Gustave Flaubert, Jane Austenová, George Eliot, George Meredith a Henry James. Klasická témata a styl jsou postaveny do kontrastu s modernismem. Roku 1926 vydala sbírku povídek Tento a onen svět (Here and Beyond), v nichž mísí duchařské příběhy se sociálně laděnými povídkami, a také básnickou sbírku Dvanáct básní (Twelve poems).

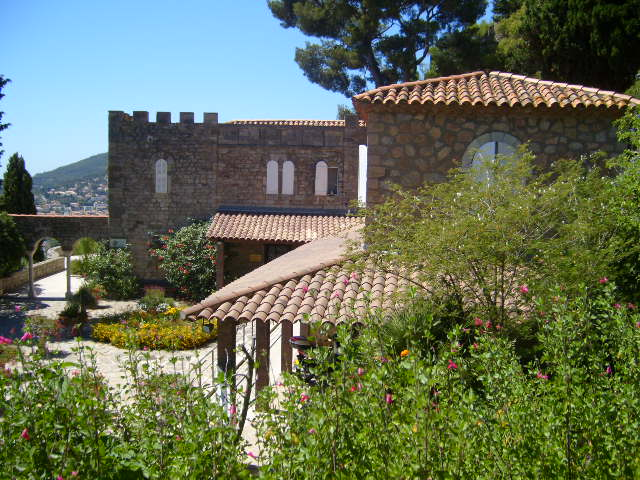
Castel Saint-Claire, sídlo poblíž Hyères v Provence

V románu Soumračný spánek (Twilight Sleep, 1927), pojmenovaném podle anestetika používaného pro ženy při porodu, se tematizuje strach z bolesti a propojuje medicínskou znecitlivělost s politickou apatií. Román Děti (The Children, 1928) vypráví o rozvodu a opuštění potomků. Následovaly dva další rozsáhlé romány. V knize Dům na řece Hudson (Hudson River Bracketed, 1929) Whartonová využila svých znalostí architektury a specifického stylu staveb v severní části státu New York. Příběh knihy Bohové přicházejí (The Gods Arrive, 1932) vypráví naproti tomu o mladém newyorském spisovateli. Tyto dva romány, zaměřené spíše na vztah k profesi než na rodinu nebo milostné záležitosti, ovšem nebyly kritikou kladně přijaty.

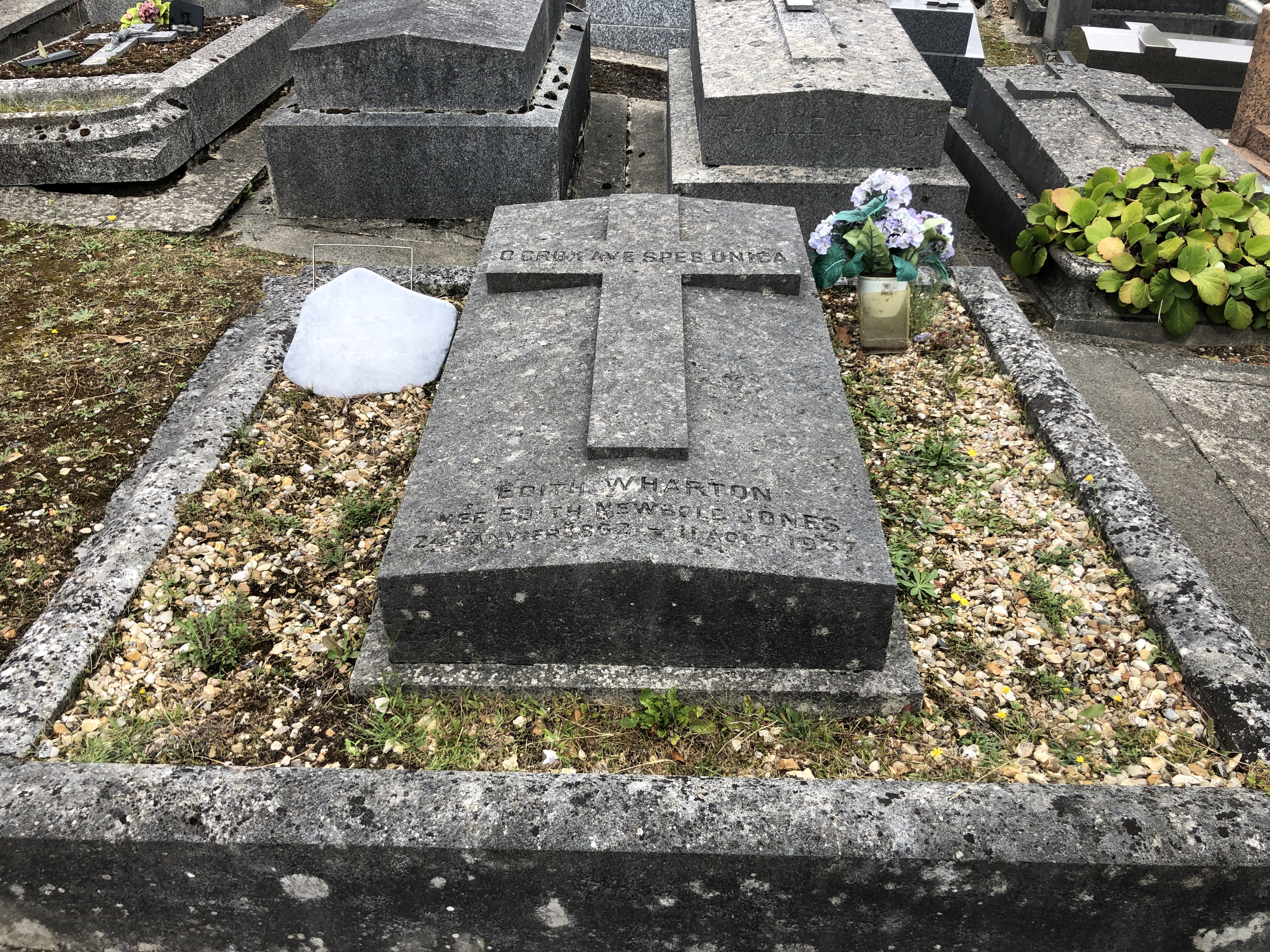
Hrob.

Od začátku 30. let začalo Edith Whartonovou postupně opouštět zdraví. Velká hospodářská krize se navíc podepsala na jejím majetku a příjmech (roční autorské honoráře poklesly z více než 95 000 $ na 5000 $), a aby mohla pokračovat ve svém nákladném životním stylu, musela dál psát. Autobiografický text Ohlédnutí zpět (A Backward Glance, 1934) byl kritiky uvítán, ale prodejnost zůstala za očekáváním. Situace v Evropě se také podílela na zhoršujícím se stavu Whartonové, obzvláště se obávala možnosti komunistické revoluce a toho, že jí budou zabaveny nemovitosti. V roce 1936 vydala svou poslední dokončenou knihu, sbírku povídek Po celém světě (The World Over), jejíž součástí je populární příběh „Římská horečka“ („Roman Fever“). Poté však utrpěla sérii několika slabších cévních mozkových příhod. V červnu 1936 ji postihl infarkt, když pobývala u architekta Ogdena Codmana, aby společně naplánovali úpravy své starší společné knihy Interiéry domů. Posledním textem, jejž odeslala nakladateli, byla v únoru 1937 povídka „Dušičky“, považovaná za jednu z jejích nejlepších. Zemřela 7. srpna 1937 v Saint-Brice-sous-Forêt. Pohřbena byla s poctami válečné hrdinky a nositelky řádu čestné legie na hřbitově Cimetière des Gonards ve Versailles, poblíž hrobu jejího celoživotního přítele Waltera Berryho.

### Odkaz
Whartonová po sobě zanechala nedokončený román Bukanýrky (The Buccaneers), zasazený do poloviny 19. století a zaobírající se sňatky dcer nově zbohatlých amerických podnikatelů se zchudlými anglickými šlechtici. Kniha vyšla v nedokončené podobě v roce 1938. V roce 1993 byla pak vydána verze dokončená Marion Mainwaringovou na základě dochovaných poznámek a dokumentů z pozůstalosti.
Literárními historiky bylo několik dekád dílo Edith Whartonové spíše přehlíženo, popřípadě přezíráno. Pisatel první studie byl Percy Lubbock, jeden z mnoha autorčiných známých; ve svém textu Portrét Edith Whartonové (Portrait of Edith Wharton, 1947) však uvedl, že Whartonová byla autorkou „rozkošně malého literárního talentu“, blednoucího ve srovnání s Henrym Jamesem. Richard Warrington Baldwin Lewis později ve svém rozsáhlém životopisu Edith Whartonové označil tento portrét za „v mnoha pasážích intrikářsky lživý“. Candace Waidová a Clare Colquittová nazvaly Lubbockův text „dokonale misogynním podupáním její osobnosti a životní dráhy“. Whartonová byla znovu objevena v 70. letech 20. století. V souvislosti s feminismem druhé vlny a Women's Studies, začala literární historie věnovat Edith Whartonové větší pozornost a postupně začala být řazena mezi nejdůležitější literáty 20. století. George Woodcock v roce 1983 označil Edith Whartonovou, Henryho Jamese, Williama Deana Howellse a Ellen Glasgowovou za nejvýznamnější americké autory přelomu 19. a 20. století. Prózy Edith Whartonové se objevují ve výčtech klíčových a kanonických děl. Do seznamu „100 nejlepších románů 20. století“ zařadilo nakladatelství Modern Library v roce 1998 dvě její knihy: Věk nevinnosti a Dům radovánek. Peter Boxall a jeho tým umístili šest próz Edith Whartonové do seznamu 1001 knih, které si musíte přečíst, než zemřete (2006). Revidovaná verze tohoto kánonu, která vyšla také v češtině a klade větší důraz na mimoanglickou literaturu, obsahuje tři její texty: Věk nevinnosti, Ethan Frome a Dům radovánek.
Ze spisovatelů, které Edith Whartonová ovlivnila, bývá na prvním místě jmenován Francis Scott Fitzgerald. Podobně jako Whartonová užívá Fitzgerald při charakterizaci postav a prostředí důrazu na detaily oblečení, domácí výzdoby nebo způsobu mluvy. Mezi další navazující autory patří její dlouholetý přítel Sinclair Lewis a také méně známí autoři jako Zona Galeová, Howard Sturgis, Percy Lubbock, Katherine Fullerton Gerouldová nebo Vivienne de Wattville. Aldous Huxley, častý návštěvník a dobrý známý Edith Whartonové, označil knihu Soumračný spánek (1927) za předchůdce svého slavného dystopického díla Konec civilizace (1932). George Snell uvádí, že texty Edith Whartonové inspirovaly některé mladší americké spisovatelky, například Susan Glaspellovou, Willu Catherovou nebo Ellen Glasgowovou, aby začaly zužitkovávat své osobní zkušenosti a pozorování. Z pozdějších autorů se k odkazu Whartonové hlásili John Updike a Anita Shreveová. Badatelé si všímají také vlivu, který měla Whartonová na Williama Faulknera, přestože on sám její jméno nikdy nezmínil – jeho významné dílo Hluk a vřava (1925) je však odpovědí na protiexperimentální esejistickou knihu O psaní beletrie (1925).

## Dílo

### Zařazení

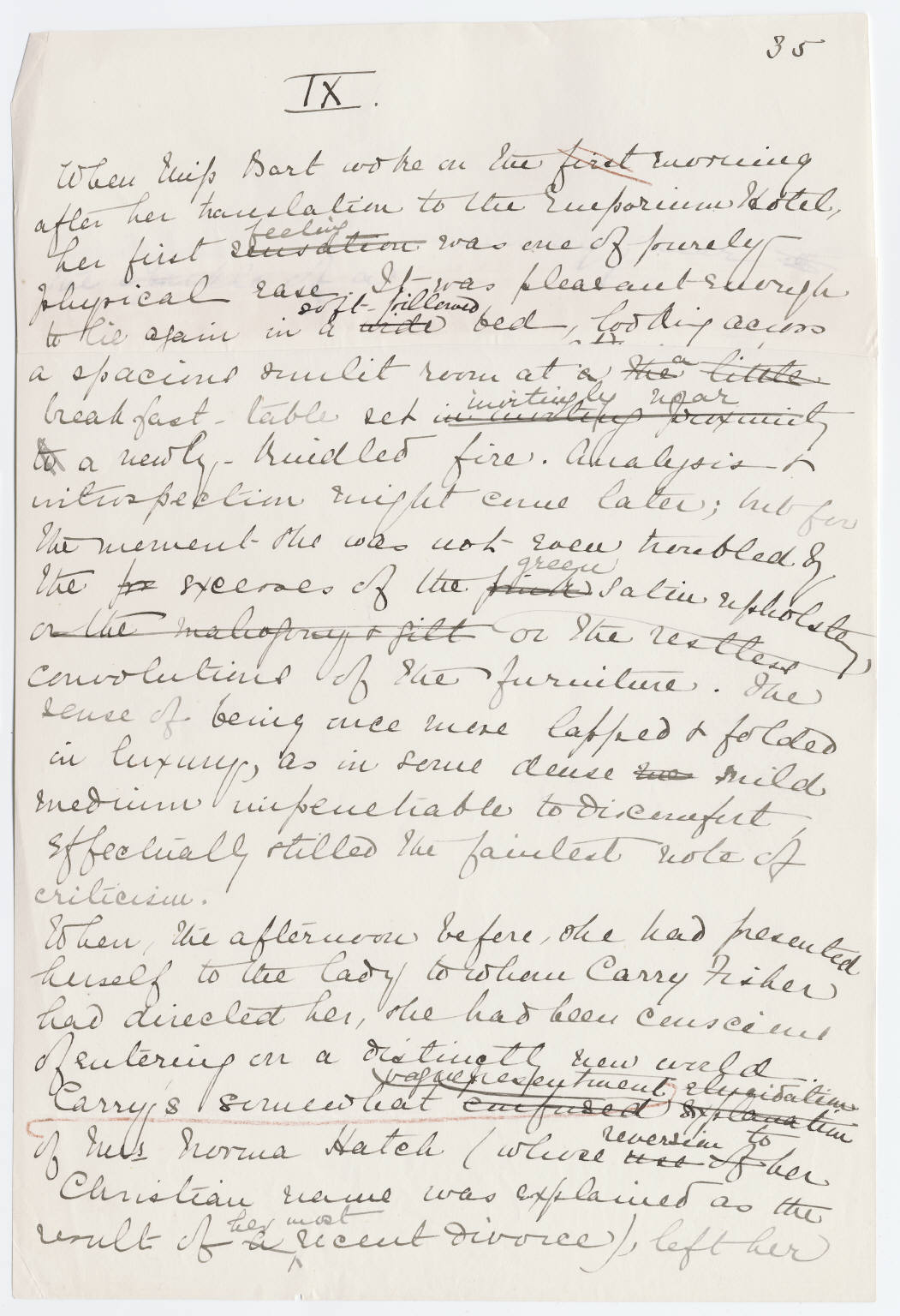
Stránka z původního rukopisu románu Dům radovánek

Nejčastěji bývá Edith Whartonová přiřazována k pozdnímu realismu či psychologickému realismu. Cynthia Wolff ji označila za hluboce antiromantickou realistku. Přesto však byla Whartonová hluboce zanořena do americké romantické tradice – autoři jako Ralph Waldo Emerson, Walt Whitman, Edgar Allan Poe, Nathaniel Hawthorne nebo Herman Melville svými romantickými hodnotami ovlivnili emoční a intelektuální růst. Sama si pak některé primárně romantické hodnoty podržela: důraz na sílu osobnosti, právo (a povinnost) zpochybňovat doktríny, víru v moc kreativity a neodvolatelné privilegium člověka hledat osobní naplnění.
Někdy bývá Whartonová řazena také modernisty. Ačkoliv se proti moderním literárním experimentům vymezovala, zejména v knize O psaní beletrie (1925), a „anarchistické“ moderní autory vnímala jako tvůrce snažící se o novost jen pro ni samu, určité moderní prvky v jejím díle jsou výrazně přítomné. Ona sama spojovala počátek moderní beletrie s přesunem pozornosti z „ulice“ na „duši“. V jejích textech se často objevují přesuny mezi perspektivami, přičemž úhly pohledu jednotlivých postav jsou omezené tím, co vědí nebo si myslí; když Newland Archer, hrdina Věku nevinnosti (1920), zjišťuje, že se s ním jeho vlastní rodina pokouší manipulovat, je to překvapení pro něj, stejně jako pro čtenáře. V Útesu (1912) se perspektiva přesouvá mezi dvěma hlavními postavami. Podobně jako James Joyce spojovala Whartonová charakterový růst svých postav s epifaniemi, náhlými pochopeními sebe sama.

### Jazyk a styl
Charakteristickým znakem próz Edith Whartonové je jednoduchý, průzračný styl a snaha neužívat více slov, než je bezpodmínečně nutné pro vyjádření myšlenky. Tuto úspornost výrazu a čistotu jazyka pomáhal Whartonové udržovat Walter Berry, který její texty redigoval. Blake Nevius uvádí, že jeho vliv je znát zejména na novele Ethan Frome. Cílem redakčních zásahů bylo odstranění nadbytečných slov a opisů a dvojznačných nebo zavádějících vyjádření.
Někteří kritikové hodnotí negativněji její pozdní práce. George Woodcock se domnívá, že texty napsané po roce 1920, v nichž převládalo satirické ladění, znamenaly úpadek autorky v umělecké integritě a síle obrazotvornosti a „brilantní, průzračný styl“ raných prací se najde leda v Matčině pokání, zatímco Těkavý měsíční svit se příliš neliší od mýdlové opery. Jiní kritikové, jako Eleanor Dwightová nebo Cynthia Griffin Wolffová, se domnívají, že v pozdější letech se autorka příliš uzavírala vůči světu. To podle nich vedlo k příliš rychlým soudům nad moderními aspekty života a k proměnám stylu psaní směrem k nápadnějšímu a rozvláčnějšímu moralizování, k menší pečlivosti s ohledem na detaily a k anti-realistickému pojetí textů.

### Prostředí
Velký důraz kladla Edith Whartonová na prostředí, v němž se děj jejích próz odehrává, a na jeho vliv na člověka. Povědomí o pravidlech a geometrie a vzájemných poměrů objektů, které Whartonová využívala při zařizování domů a zahrad, se uplatnilo také v jejích prózách. Román Útes (1912) například využívá geometricky pravidelného střídání prostředí mezi interiéry a exteriéry – Henry James toto dílo chválil jakožto naplnění racinovských ideálů jednoty. Zároveň však prostředí (krajina, ale také architektura) odráží psychologii postav, obzvláště silně v prózách Ethan Frome (1911) Léto (1917) a Dům na řece Hudson (1929). Whartonová přitom využívala velmi různorodých prostředí a své příběhy zasazovala do města i na venkov, do Spojených států i do Evropy. Rozsáhlé zkušenosti s cestováním využila při popisu jednotlivých míst v textech cestopisných i fikčních.

### Náboženství
Přestože byla Whartonová pevně zakotvena ve vědeckém, materialistickém a darwinovském pojetí světa, a nějakou dobu se dokonce přikláněla k nietzschovským výhradám vůči křesťanství, měla k religiózní estetice po celý život blízko. V její rozsáhlé knihovně převládala literatura věnovaná náboženství, během návštěvy Říma se s velkým zaujetím zúčastnila pontifikální mše a na svých cestách po Francii si všímala zejména katedrál a klášterů. Ve svých textech zužitkovávala především odkazy amerických náboženských tradic a spirituality. Carol J. Singley uvádí, že Whartonová v novele Ethan Frome zřetelně čerpá z kalvinistické estetiky, podobně jako Nathaniel Hawthorne o padesát let dříve v Šarlatovém písmenu. Nesmiřitelného starozákonního Boha a přísný puritanismus propojuje s ideami sociálního darwinismu. Ponurým laděním zdůrazňuje moderní spirituální krizi, neplodnost lidských snah, bolest bez odměny a utrpení bez vykoupení. Také ve válečném textu Syn na frontě otevřeně tematizovala otázku zbytečné oběti mladíka odcházejícího dobrovolně do války. Kristovské sebeobětování se v moderním světě stává bezúčelným, neboť lidé postrádají víru v jeho smysl.

### Gotické prvky
Ve svých strašidelných povídkách propojovala Edith Whartonová psychologizující a realistické ladění s tradicí gotických románů. V některých textech (jako „Později“ nebo „Oči“) vytváří napětí přítomností přízraku, v jiných (jako „Dušičky“) pramení nejistota a nervozita hlavní postavy a čtenáře z nepřítomnosti jiných živých bytostí. Prvky gotických románů ale Whartonová užívá i v některých svých realistických dílech. V novele Ethan Frome se protagonista domnívá, že jeho žena je čarodějnice, a v románu Léto pomáhají gotické postupy vybudovat pocit hrůzy, který zažívá hrdinka na pohřbu své matky. Edith Whartonová sama přiznávala zálibu v hrůzách a tajemstvích. Ve svém textu O psaní beletrie uvádí, že nejlepší Poeovy, Scottovy a Hawthornovy příběhy jsou ty, které vyvolávají onen zvláštní druh znepokojení. Do svých strašidelných povídek zabudovala některé charakteristické rysy tradičních gotických próz: soustředěný způsob vyprávění, tajemný dům, nevinnou osobu, která se setkává s tajemstvím v domě či v sobě samé, hrubého a povýšeného muže, mladou a pasivní ženu, osobu, která se tváří jako zachránce, nebezpečné počasí, ducha, náznak incestu či jiného sexuálního provinění.
Kathy A. Fedorková čte její strašidelné povídky jako zobrazení násilí způsobovaného patriarchálním stanovením genderových rolí: texty prostřednictvím znepokojivých, gotických prvků odhalují, že tradiční společnost, tradiční domácnost a tradiční role představují pro ženy nebezpečné místo.

### Feminismus a gender
Mnoho textů Edith Whartonové se zabývá ženskou otázkou, rolí ženy ve společnosti a problémy emancipace. Přestože se ale staví proti utlačování žen, nevymezuje se nijak ostře proti tradičním ženským rolím v domácnosti. Moderní názory autorky se nepodepsaly na osudech jejích postav. Úplné osvobození od sociálních norem se v jejím dílem objevuje zřídka, pokud vůbec někdy – například sexuální probuzení Charity Roallové, protagonistky románu Léto (1917) nevyvede hrdinky z rodného městečka, které dlouho touží opustit, a namísto toho příběh končí těhotenstvím, svatbou a konvenční životní stabilitou. Feminismus vnímala Whartonová především jako „nezbytnou cestu k osvobození chudých, těžce pracujících žen, které přijímají svou dlouhou mizérii s zvířecí odevzdaností, protože nevědí, že mají právo na lidštější existenci“.

### Chronologie

#### 1878–1904
- Verše (Verses, 1878, sbírka poezie)
- Interiéry domů (The Decoration of Houses, 1897)
- Silnější náklonnost (The Greater Inclination, 1899, sbírka povídek)
- Prubířský kámen (The Touchstone, 1900, novela)
- Kritické situace (Crucial Instances, 1901, sbírka povídek)
- Údolí rozhodnutí (The Valley of Decision, 1902, román)
- Útočiště (Sanctuary, 1903)
- O původu člověka a jiné příběhy (The Descent of Man and Other Stories, 1904, sbírka povídek)
- Italské vily a zahrady (Italian Villas and Their Gardens, 1904)
- Italská pozadí (Italian Backgrounds, 1904, cestopis)

#### 1904–1913
- Dům radovánek (The House of Mirth, 1905, román)
- Madame de Treymes (1907, novela)
- Ovoce stromu (The Fruit of the Tree, 1907, román)
- Poustevník a divoká žena a jiné příběhy (The Hermit and the Wild Woman and Other Stories, 1908, sbírka povídek)
- Motorová pouť napříč Francií (A Motor-Flight Through France, 1908, cestopis)
- Artemis Aktaiónovi a jiné verše (Artemis to Actaeon and Other Verse, 1909, sbírka básní)
- Příběhy o lidech a duších (Tales of Men and Ghosts, 1910, sbírka povídek)
- Ethan Frome (1911, novela)
- Útes (The Reef, 1912, román)
- Místní zvyk (The Custom of the Country, 1913, román)

#### 1914–1918
- Francie bojující, od Dunkerku k Belfortu (Fighting France, from Dunkerque to Belfort, 1915, válečná)
- Sestry Bunnerovy (Bunner Sisters, 1916, novela)
- Xingu a jiné příběhy (Xingu and Other Stories, 1916, sbírka povídek)
- Kniha bezdomovců (Book of the Homeless, 1916, jako editorka)
- Léto (Summer, 1917, román)
- Marna (The Marne, 1918, román)

#### 1919–1930
- Francouzské zvyky a jak je chápat (French Ways and Their Meaning, 1919)
- V Maroku (In Morocco, 1920, cestopis)
- Věk nevinnosti (The Age of Innocence, 1920, román)
- Těkavý měsíční svit (The Glimpses of the Moon, 1922, román)
- Syn na frontě (A Son at the Front, 1923, román)
- Starý New York (Old New York, 1924, sbírka čtyř novel)
- Matčino pokání (The Mother's Recompense, 1925, román)
- O psaní beletrie (The Writing of Fiction, 1925, eseje)
- Twelve Poems (Dvanáct básní, 1926, sbírka poezie)
- Tento a onen svět (Here and Beyond, 1926, sbírka povídek)
- Soumračný spánek (Twilight Sleep, 1927, román)
- The Children (Děti, 1928, román)
- Dům na řece Hudson (Hudson River Bracketed, 1929, román)
- Jistí lidé (Certain People, 1930, sbírka povídek)

#### 1930–1938
- Bohové přicházejí (The Gods Arrive, 1932, román)
- Lidská přirozenost (Human Nature, 1933, sbírka povídek)
- Ohlédnutí zpět (A Backward Glance, 1934)
- Po celém světě (The World Over, 1936, sbírka povídek)
- Duchové (Ghosts, 1937, sbírka povídek)
- Bukanýrky (The Buccaneers, 1938, román, nedokončený)
- Rychle a uvolněně (Fast and Loose, 1938, novela, juvenilie)

### Česká vydání
- Dům radovánek, Aventinum, Praha 1928, přeložila Staša Jílovská.
- Věk nevinnosti, Aventinum, Praha 1933, přeložil Aloys Skoumal.
- Ethan Frome, J. Lukasík, Ostrava, Praha 1948, přeložila Olga Kořánová.
- Matčino pokání, Český spisovatel, Praha 1994, přeložila Alena Maxová.
- Věk nevinnosti, Mht, Praha 1994, literárně upravil J. H. Náchodský.
- Léto / Zima, Argo, Praha 1995, přeložila Kateřina Hilská.
- Triumf noci: výbor ze strašidelných povídek, Plus, Praha 2013, přeložila Stanislava Menšíková, ilustrace Ladislava Gažiová. Povídky „Zvonek na komornou“, „Později“, „Oči“, „Triumf noci“, „Kerfol“, „Slečna Mary Pasková“, „Pan Jones“, „Zrnka granátového jablka“, „Zrcadla“, „Dušičky“.
- Dům radovánek, Čas, Řitka 2014, 2 díly, přeložila Jana Srbová.

V některých výborech vyšla jedna autorčina povídka:
- Komu se to dostane do rukou, Odeon, Praha 1992. Povídka „Až potom“, přeložila Kateřina Hilská.
- Tichým krokem kráčí strach: Čtyři horory psané ženami, Argo, Praha 2002. Povídka „Později“, přeložila Stanislava Menšíková.
- Anglické duchařské historky, Mladá fronta, Praha 2007. Povídka „Oči“, přeložila Zdeňka Marečková.
- Přízraky, zázraky & spol., Albatros, Praha 2007. Povídka „Pan Jones“.
- Pokoj č. 13: Hororové povídky, XYZ, Praha 2010. Povídka „Šedivá obálka“, přeložil Jiří Hanák.
- Upíři, démoni & spol., Plus, Praha 2010, povídka „Uhranutý“, přeložila Stanislava Menšíková.

## Adaptace
Sama Edith Whartonová nedokázala nově vznikající a za jejího života se rozvíjející filmové umění nikdy příliš ocenit. Její životopisci uvádějí, že není jisté, zda vůbec někdy nějaký film viděla, s výjimkou jednoho krátkého němého filmu v Bilbau při návštěvě Španělska v roce 1914.

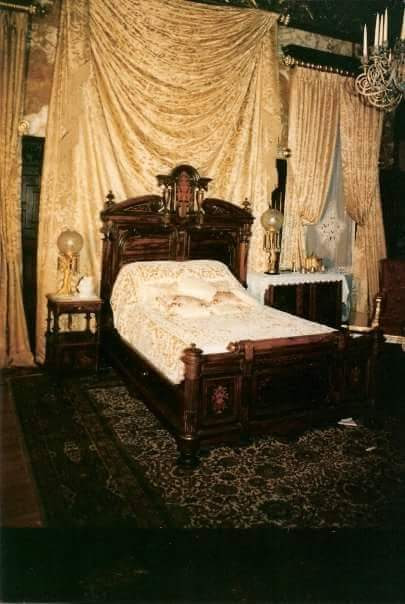
Fotografie z natáčení filmu Věk nevinnosti (1993)

Přesto byla její díla do filmové podoby adaptována velmi často. Prvním zpracováním se stal nedochovaný němý film Dům radovánek z roku 1918. Tragické vyvrcholení románu je v něm však nahrazeno idylickým a romantickým zakončením v souladu s konvencemi populárního umění 19. století. Následovalo ještě několika dalších němých, do dnešní doby nedochovaných adaptací. Prvním zvukovým filmem na motivy díla Edith Whartonové se stalo zpracování románu Děti (1928), ve filmové podobě pod názvem Manželské hřiště (1929). Také zde změnil scenárista filmu konec a vyznění díla: temné a realistické zakončení je vypuštěno, místo toho dochází ke svatbě hlavních hrdinů.
Ambiciózní adaptace Věku nevinnosti z roku 1934 se vyznačuje výrazným hereckým obsazením, pečlivým výběrem prostředí a kostýmů a hudbou skladatele Maxe Steinera. Film je koncipován jako retrospektivní vyprávění a harmoničnost a poklidnost 19. století je v něm postavena do konfrontace s uspěchaným moderním světem 30. let. Jedním z nejznámějších zpracování díla Edith Whartonové však zůstává Stará panna z roku 1939, v níž hrají některé z hvězd tehdejšího filmového průmyslu, jako Bette Davisová, Miriam Hopkinsová a George Brett.
Hollywood znovu objevil Whartonovou v 90. letech. Britsko-německý koprodukční film Děti, v němž v vystupují mimo jiné Ben Kingsley, Kim Novak nebo Geraldine Chaplinová, je věrnější původnímu materiálu než verze z 20. let, nezískal však kritický ani divácký úspěch. Očekávání nenaplnila ani adaptace novely Ethan Frome z roku 1993, s Liamem Neesonem v hlavní roli. Věci se změnily až s filmem Věk nevinnosti z téhož roku. Režíroval jej Martin Scorsese a v hlavních rolích se objevili Daniel Day-Lewis, Michelle Pfeifferová a Winona Ryder. Film získal několik nominací na cenu Akademie, byť z nich proměnil pouze jedinou, když vyhrál Oscara za kostýmy.
Někteří badatelé a filmoví kritici negativně hodnotí změny, které se v adaptacích objevují a někdy mění vyznění původního materiálu. Zejména starší zpracování nahrazují realistické prvky a tragická vyznění děl melodramatickými šťastnými konci. Scorseseho Věk nevinnosti, věrný v použitém prostředí, kostýmech a dobových detailech, prohazuje barvu vlasů dvou hlavních ženských postav, ač jejich kontrast je v původním textu součástí motivické struktury. Adaptace nedokončeného románu Bukanýrky z roku 1995 přidává do příběhu homoerotickou scénu.
| název filmu              | český název         | rok  | režie                 | scénář                              | důležití herci                                              | poznámka                         |
| ------------------------ | ------------------- | ---- | --------------------- | ----------------------------------- | ----------------------------------------------------------- | -------------------------------- |
| The House of Mirth       | Dům radovánek       | 1918 | Albert Capellani      | June Mathisová, Albert Capellani    | Katherine Harris Barrymorová                                | němý                             |
| The Glimpses of the Moon | Těkavý měsíční svit | 1923 | Allan Dwan            | E. Lloyd Sheldon, Edfrid A. Bingham | Bebe Danielsová, David Powell, Nita Naldi, Maurice Costello | němý                             |
| The Age of Innocence     | Věk nevinnosti      | 1924 | Wesley Ruggles        | Olga Printzlauová                   | Beverly Bayneová, Elliot Dexter                             | němý                             |
| The Marriage Playground  | Manželské hřiště    | 1929 | Lothar Mendes         | J. Walter Ruben, Doris Andersonová  | Mary Brianová, Fredric March                                | podle románu Děti (The Children) |
| The Age of Innocence     | Věk nevinnosti      | 1934 | Philip Moeller        | Sarah Y. Mason, Victor Heerman      | Irene Dunneová, John Boles, Julie Haydonová                 |                                  |
| Strange Wives            | Podivné manželky    | 1935 | Richard Thorpe        | Gladys Ungerová                     | Roger Pryor, June Clayworthová                              |                                  |
| The Old Maid             | Stará panna         | 1939 | Edmund Goulding       | Casey Robinson                      | Bette Davisová, Miriam Hopkinsová                           |                                  |
| The Children             | Děti                | 1990 | Tony Palmer           | Timberlake Wertenbaker              | Ben Kingsley, Kim Novak                                     |                                  |
| Ethan Frome              | Ethan Frome         | 1993 | John Madden           | Richard Nelson                      | Liam Neeson, Patricia Arquette, Joan Allenová               |                                  |
| The Age of Innocence     | Věk nevinnosti      | 1993 | Martin Scorsese       | Jay Cocks, Martin Scorsese          | Daniel Day-Lewis, Michelle Pfeifferová, Winona Ryder        |                                  |
| The Reef                 | Útes                | 1999 | Robert Allan Ackerman | William Hanley                      | Sela Ward, Timothy Dalton, Alicia Wittová                   |                                  |
| The House of Mirth       | Dům radovánek       | 2000 | Terence Davies        | Terence Davies                      | Gillian Andersonová, Dan Aykroyd, Eleanor Bronová           |                                  |

| název pořadu           | český název        | rok  | režie            | scénář                                 | důležití herci                                         | poznámka                           |
| ---------------------- | ------------------ | ---- | ---------------- | -------------------------------------- | ------------------------------------------------------ | ---------------------------------- |
| Ethan Frome            | Ethan Frome        | 1960 | Alex Segal       | Jacqueline Babbinová, Audrey Gellinová | Sterling Hayden, Julie Harrisová, Clarice Blackburnová |                                    |
| Looking Back           | Ohlédnutí zpět     | 1981 | Kirk Browning    | Steve Lawson                           | Kathleen Widdoesová                                    | biografie                          |
| The House of Mirth     | Dům radovánek      | 1981 | Adrian Hall      | Adrian Hall, Richard Cumming           | Geraldine Chaplinová, William Atherton                 |                                    |
| Summer                 | Léto               | 1981 | Deszo Magyar     | Charles Gaines                         | Diane Laneová, Michael Ontkean, John Cullum            |                                    |
| The Lady's Maid's Bell | Zvonek na komornou | 1983 | John Glenister   | Ken Taylor                             | Joanna Davidová, June Brownová, Norma Westová          | epizoda seriálu Shades of Darkness |
| Afterwards             | Později            | 1983 | Simon Langton    | Alfred Shaugnessy                      | Kate Harperová, Michael J. Shannon                     | epizoda seriálu Shades of Darkness |
| Bewitched              | Uhranutý           | 1983 | John Gorrie      | Alan Plater                            | Eileen Atkinsová                                       | epizoda seriálu Shades of Darkness |
| Songs from the Heart   | Písně ze srdce     | 1988 | Dennis Krausnick | Mickey Friedman                        | Gillian Bargeová                                       | biografie                          |
| The Buccaneers         | Bukanýrky          | 1995 | Philip Saville   | Maggie Wadey                           | Cheri Lunghiová, Carla Guginová, Mira Sorvinová        |                                    |